# Hindolveston
Hindolveston est un village et une paroisse civile du Norfolk, en Angleterre.